# Пружинка
Пружинка (словац. Pružinka) — річка в Словаччині, ліва притока Вагу, протікає в округах Поважська Бистриця і Пухов.
Довжина — 17.7 км.
Бере початок в Фатрансько-Татранській області при селі Пружина на висоті 480 метрів. Протікає селом Висолає. Впадає Стражовський потік.
Впадає у Ваг при селі Белуша.